# Peri Baumeister
Peri Baumeister (Berlín, 1986) es una actriz alemana, más conocida por haber interpretado a Bernadette en la película Irre sind männlich y a Nina en la película Männertreu.

## Biografía
Es hija del actor alemán Edwin Noël-Baumeister (muerto en 2004) y Judith Schäfer-Schuller; tiene dos medios hermanos: un hermano y la actriz austríaca-alemana Muriel Baumeister. Sus sobrinos son Frieda Besson y Linus Strecker.

## Carrera
En 2013 se unió al elenco de la película alemana Feuchtgebiete, donde dio vida a la enfermera Valerie. En 2015 se unió al elenco de la miniserie Kampen om tungtvannet, donde interpreta a Elisabeth Heisenberg.

## Filmografía

### Series de televisión
| Año  | Título                              | Personaje            | Notas                                   |
| ---- | ----------------------------------- | -------------------- | --------------------------------------- |
| 2018 | The Last Kingdom                    | Lady Gisela          | "Season 3"                              |
| 2016 | Die Chefin                          | Jessica Kempf        | episodio "Abrechnung"                   |
| 2016 | Ein starkes Team                    | Nathalie Brombach    | episodio "Nathalie"                     |
| 2015 | Blochin: Die Lebenden und die Toten | Freddy Geissler      | episodio "2. Kapitel"                   |
| 2015 | Der Kriminalist                     | Carolin Naters       | episodio "Treu bis in den Tod"          |
| 2015 | Kampen om tungtvannet               | Elisabeth Heisenberg | 6 episodios - miniserie                 |
| 2012 | Tatort                              | Roswitha Kranz       | episodio "Borowski und der stille Gast" |
| 2024 | Das Signal                          | Paula                | 4 episodios                             |

### Películas
| Año  | Título                | Personaje  | Notas |
| ---- | --------------------- | ---------- | --- |
| 2021 | Cielo rojo sangre     | Nadja      | junto a Roland Møller, Chidi Ajufo, Alexander Scheer y Dominic Purcell                                            |
| 2016 | Unsere Zeit ist jetzt | Vanessa    | junto a David Schütter, Marc Benjamin, Til Schweiger, Sahin Eryilmaz, Jeanette Hain y Wotan Wilke Möhring         |
| 2014 | Männertreu            | Nina       | junto a Matthias Brandt, Suzanne von Borsody, Maxim Mehmet, Lisa Hagmeister, Margarita Broich y Claudia Michelsen |
| 2014 | Irre sind männlich    | Bernadette | junto a Fahri Yardim, Milan Peschel, Marie Bäumer, Tom Beck, Herbert Knaup, Matthias Schweighöfer y Sky du Mont   |
| 2013 | Feuchtgebiete         | Valerie    | junto a Carla Juri, Meret Becker, Axel Milberg, Christoph Letkowski, Marlen Kruse, Edgar Selge y Harry Baer       |

## Premios y nominaciones
| Año  | Categoría               | Premio                          | Películas          | Resultado |
| ---- | ----------------------- | ------------------------------- | ------------------ | --------- |
| 2015 | Best German Actress     | Jupiter Award                   | Irre sind männlich | Nominada  |
| 2014 | Best Supporting Actress | German Television Academy Award | Männertreu         | Nominada  |